# Czad na Letnich Igrzyskach Olimpijskich 1984
Czad na Letnich Igrzyskach Olimpijskich 1984 reprezentowało 3 zawodników, byli to sami mężczyźni.

## Skład kadry

### Lekkoatletyka

#### Mężczyźni

##### Konkurencje biegowe
| Zawodnik        | Konkurencja   | Eliminacje | Eliminacje | Ćwierćfinały | Ćwierćfinały | Półfinały | Półfinały | Finał | Finał   |
| Zawodnik        | Konkurencja   | Czas       | Pozycja    | Czas         | Pozycja      | Czas      | Pozycja   | Czas  | Pozycja |
| --------------- | ------------- | ---------- | ---------- | ------------ | ------------ | --------- | --------- | ----- | ------- |
| Issaka Hassane  | Bieg na 400 m | 49,64      | 8.         | NQ           | NQ           | NQ        | NQ        | NQ    | NQ      |
| Ousman Miangoto | Bieg na 800 m | 1:56,02    | 8.         | NQ           | NQ           | NQ        | NQ        | NQ    | NQ      |

##### Konkurencje techniczne
| Zawodnik          | Konkurencja | Eliminacje | Eliminacje | Finał | Finał   |
| Zawodnik          | Konkurencja | Wynik      | Pozycja    | Wynik | Pozycja |
| ----------------- | ----------- | ---------- | ---------- | ----- | ------- |
| Kémobé Djirmassal | Skok w dal  | 7,37 m     | 17.        | NQ    | NQ      |